# Oenanthe crocata

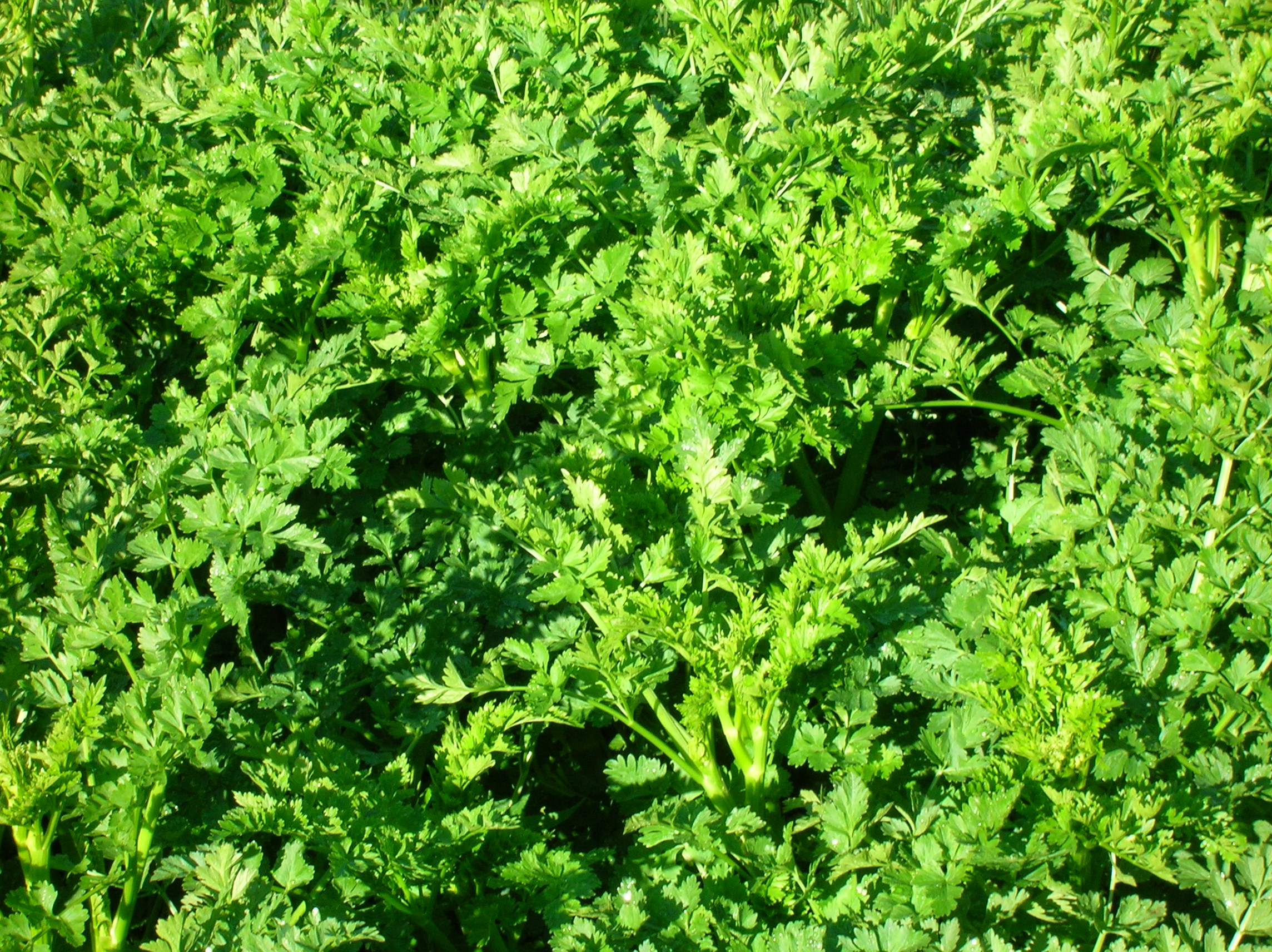
Follaje

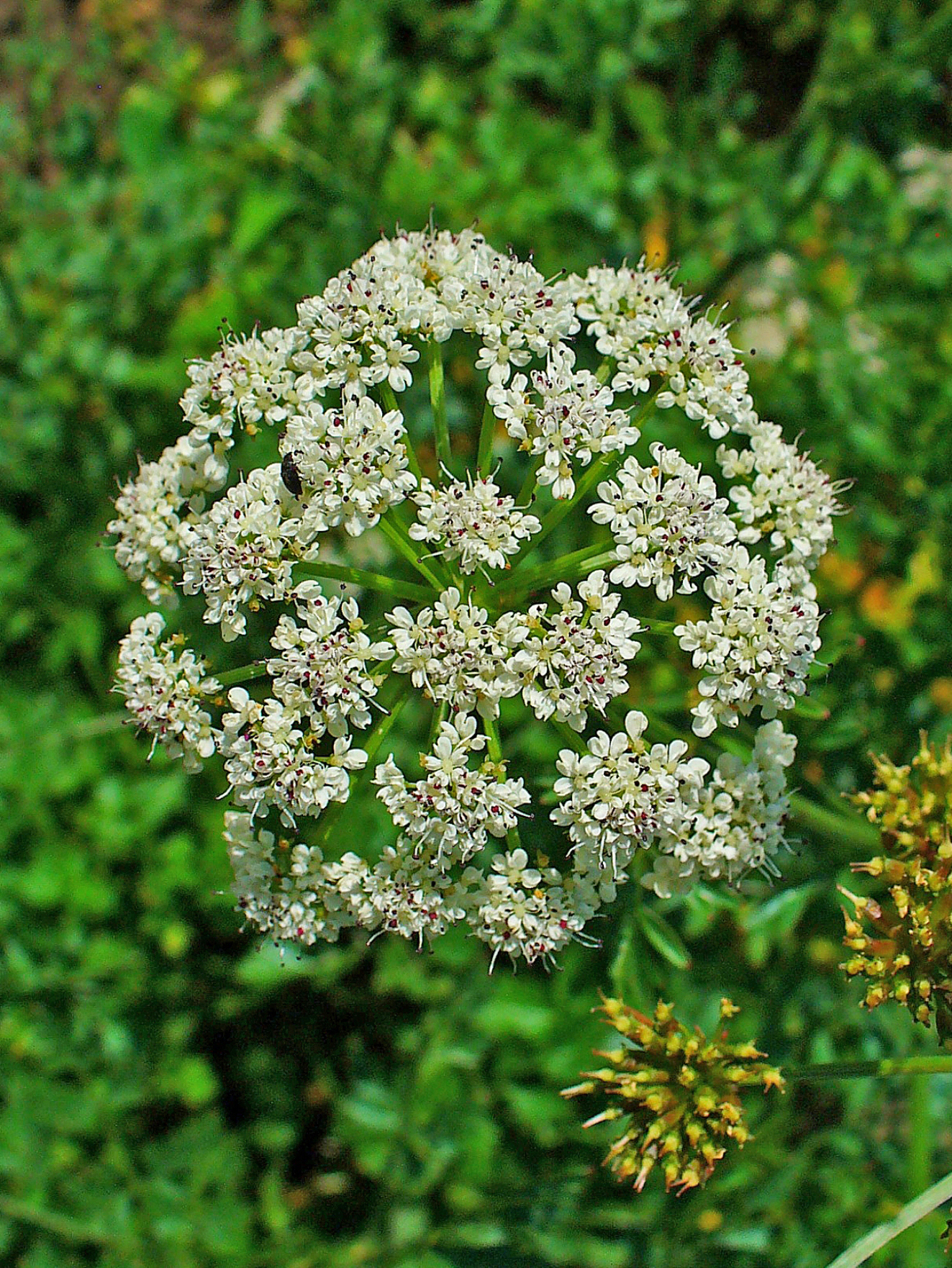
Inflorescencia en umbela

Oenanthe crocata, llamada comúnmente apio del diablo (citada también como nabo del diablo), es una especie originaria de Europa occidental, bien conocida desde la antigüedad por ser tóxica. Es una especie higrófila que prospera en la proximidad de cursos de agua, acequias y terrenos húmedos o temporalmente inundados.

## Descripción
Son hierbas perennes, sin pelo, erectas y robustas que tienen tallos fitulosos, estriados, huecos y cilíndricos y pueden crecer de 0.6 a 1.5m de altura. Sus raíces desarrollan tubérculos ovales de hasta 10cm. Hojas 2-4 pinnatisectas, triangulares u ovadas hasta de 30 cm, con pecíolos más o menos envainadores. Umbelas compuestas, pedúnculos largos no engrosados en la fructificación, con flores perfectas y estaminadas, umbelas laterales, secundarias y terciarias, menores con flores estaminadas umbélulas multifloras. Flores estaminadas pediceladas, perfectas subsésiles o, las periféricas de cada umbélula, pediceladas cáliz con dientes evidentes, triangulares, persistentes en el fruto pétalos blancos o rosados con ápice inflexo, los externos de las flores marginales algo mayores estilopodio globoso, estilos erectos, de 1,5-3 mm, persistentes en el fruto. Sus frutos son glabros y cilíndricos, y sus semillas tienen endosperma plano en la cara comisural.

## Distribución geográfica

### Natural
La distribución nativa de Oenanthe crocata se concentra a lo largo de la costa atlántica de Europa, desde la costa de los Países Bajos hacia el sur hasta Portugal y España, incluyendo las islas de Gran Bretaña e Irlanda, islas de la región mediterránea y norte de África, en Marruecos.

### Introducida
Hay presencia de esta especie en Estados Unidos, Jamaica y Argentina aunque posiblemente el registro no se corresponda con la distribución geográfica real actual.

#### Presencia en Argentina
Diversos hallazgos permitieron confirmar la presencia de Oenanthe crocata en Argentina desde hace más de una década, extendiéndose por la costa del Río de La Plata, desde Punta Lara y hasta Punta Indio. La instalación de nuevas poblaciones a distancia sobre la costa puede explicarse también a partir del proceso de remoción y movilización de tubérculos que suele ocurrir durante las grandes inundaciones -sudestadas-.
En Argentina, la especie florece desde fines de agosto y los frutos maduran desde octubre. Esta especie ha logrado sobrevivir, completar su ciclo reproductivo y propagarse sin intervención humana. Actualmente hay numerosas poblaciones viables distanciadas entre ellas, por lo que puede considerarse naturalizada.

##### Ingreso al país
Oenanthe crocata no ha sido mencionada como maleza ni como especie ornamental. También es poco probable que ingresara como contaminante en lotes de semillas destinados a algún tipo de cultivo - se mantiene estrictamente asociada a ambientes acuáticos o palustres-. De esta manera, es probable que el ingreso de la especie se haya realizado a partir del agua de lastre descargada de la bodega de barcos a un río.

## Toxicidad
Su toxicidad, como en varias especies del género Oenanthe L., se debe a la presencia de enantotoxina, un alcohol poliacetilénico similar a la cicutoxina que se encuentra en plantas afines del género Cicuta L. y que actúa como neurotoxina. Esta toxina se concentra principalmente en las raíces tuberosas de la planta, y su máxima toxicidad se observa hacia el final del invierno y al comienzo de la primavera. En regiones donde la especie es común, se han registrado numerosos incidentes de envenenamiento y muerte de ganado cuando las labores de labranza (actividades agrícolas/ganaderas), o eventuales inundaciones que dejan expuestas las raíces.
El ingrediente activo responsable de la toxicidad en esta especie actúa como un potente agente convulsivo al interferir con el sistema de ácido γ-aminobutírico (GABA) en el cerebro. De esta manera, tanto los seres humanos como el ganado son altamente susceptibles a la muerte si la intoxicación no se trata después de la ingestión.

### Sintomatología
Los síntomas en el ganado incluyen aumento de la salivación, pupilas dilatadas, dificultad respiratoria y convulsiones. La intoxicación del ganado por esta planta ocurre esporádicamente. Por ejemplo se notificaron casos durante la sequía de 1995 en West Country, Inglaterra que, debido a la escasez de pasto en los campos, el ganado fue conducido a pastar por zanjas donde crecía la planta.
Los casos de envenenamiento en humanos son raros, con solo 13 casos reportados en Gran Bretaña entre 1900 y 1978, en su mayoría con niños. Los casos graves generalmente involucraban el consumo de las raíces, que se confundían con zanahoria o chirivía silvestre. Los síntomas incluyen náuseas, vómitos, convulsiones, alucinaciones, ataxia, hemorragia cerebral y colapso de los pulmones.

## Taxonomía
Oenanthe crocata fue descrita por Carlos Linneo y publicado en Species Plantarum 1: 254, en 1753.

#### Etimología
Oenanthe: nombre genérico que deriva del griego oinos = "vino", para una planta de olor a vino, y el nombre griego antiguo para alguna planta espinosa.
crocata; epíteto latino que significa "de color amarillo azafrán".

## Nombres comunes
- Castellano: acibuta, acibutas, aciguta, apio bravo, cañahierro, cañareja, cañerla, cañiguerra, cilantro, enante con hojas de cicuta, nabo del diablo, pie de buey.[17]